# جون رو (لاعب كرة قدم)
جون رو (بالإنجليزية: John Roe) هو لاعب كرة قدم بريطاني في مركز ظهير ‏، ولد في 7 يناير 1938 في Broxburn ‏ في المملكة المتحدة، وتوفي في 20 فبراير 1996 في واندزوورث في المملكة المتحدة. لعب مع بيرويك راينجرز ودندي يونايتد وسانت جونستون وكولتشستر يونايتد.